# Grünwalder Stadion
Le Städtisches Stadion an der Grünwalder Straße (en français : stade municipal de la rue de Grünwald) est un stade de football situé à Munich, en Allemagne, il est couramment appelé Grünwalder Stadion, dans la coutume locale et en bavarois il est connu sous Sechzgerstadion (en français : stade des Soixante), situé dans le quartier de Untergiesing, il est construit en 1911 par le 1860 Munich, qui le revend à la ville de Munich en 1937. Après les bombardements de la seconde guerre mondiale le stade est reconstruit.
En 1948, est établi le record d'affluence avec 58 200 spectateurs. Jusqu'à l'inauguration du stade olympique de Munich c'était le plus grand stade de la ville, actuellement il est le troisième plus grand stade de football à Munich et un des plus anciens en Allemagne encore en activité.
Les clubs résidents sont le 1860 Munich, la réserve du Bayern Munich ainsi que le Türkgücü Munich.

## Histoire

### Le début
Le stade fut construit en 1911 par le club TV Munich 1860 sur un terrain agricole loué par le vice-président du club. Le terrain de football est entouré d'une piste d'athlétisme, une tribune en bois avec 160 places assises et couvertes abrite également les vestiaires. À ce moment le TV 1860 fait partie des quatre clubs munichois ayant un stade avec une tribune, avec le FC Wacker, le Münchner SC et le MTV Munich 1879. Le stade est nommé Sechzger Platz (en français : terrain des soixante). Le 23 avril 1911, se dispute le premier match de football entre le TV 1860 et le MTV 1879, avec une victoire 4 à 0 des locaux. L'inauguration officielle a lieu le 21 mai 1911 avec une compétition d'athlétisme entre Munich et Berlin, le nom officiel devient Sportplatz des Turnvereins München von 1860 an der Grünwalder Straße 10 (Terrain de sport du TV Munich 1860 de la rue de Grünwald 10).
En 1912, des terrains au sud du stade sont loués pour en faire des terrains d'entraînement. En automne 1916, le stade est interdit d'utilisation à cause d'un dépôt de poudre et de munitions à proximité. En 1917, l'interdiction est levée et en 1919 les installations sont rénovés avec l'ajout des deux côtés de la tribune existante de deux tribunes debout et d'une tribune opposée avec 2500 places debout.
En 1920, 8 000 spectateurs assistent au match TV 1860 contre MTV 1879, ce qui devient un record dans le football munichois.

### Agrandissement du stade
En 1922, le TV 1860 Munich achète les terrains auparavant loués, et entreprend des aménagements. En 1925, la tribune opposée est agrandie et couverte, elle obtient le surnom de Stehhalle (halle debout), et propose 8 000 places debout. La tribune en bois est remplacée par une tribune en béton avec 1 200 places assises. Le nouveau stade passe à une capacité de 24 000 places, avec l'arrivée du Bayern Munich qui depuis 1922 joue occasionnellement dans le stade, de nouveaux projets pour arriver à 40 000 places sont déjà à l'étude, car le 11 avril 1926, 30 000 personnes s'entassent dans le stade pour la rencontre Bayern Munich contre le futur champion d'Allemagne, SpVgg Fürth. À l'été 1926, la tribune opposée est encore agrandie pour porter la capacité du stade à 25 000 places. Le nouveau stade est inauguré le 10 octobre 1926, avec une rencontre 1860 Munich contre SpVgg Fürth (2-4) et porte le nom de 1860-Heinrich-Zisch-Stadion d'après le nom du président du club.
Pour maîtriser les frais d'entretien, le 1860 Munich loue ses installations à d'autres clubs de la ville, depuis 1926 le Bayern Munich y joue régulièrement, avec le FC Wacker Munich et le successeur du MTV 1879, le Deutsche SC. Le stade est également utilisé par la fédération d'athlétisme de l'Allemagne du Sud, des universités, la police et des clubs de cyclisme. Avec l'ouverture du Dantestadion et la crise économique le nombre de spectateurs baisse. Le stade qui pouvait contenir plus de 40 000 spectateurs, ne voyait plus que 10 000 spectateurs lors des derbies. Le record sera établi lors des rencontres internationales, 35 000 spectateurs à chaque fois, le 12 décembre 1926 contre la Suisse (2-3), le 18 août 1935 contre la Finlande (6-0) et le 20 octobre 1940 contre la  Bulgarie (7-3).
À la fin des années 20, on joue aussi au handball à onze dans le stade.

### Vente du stade
Le 23 juillet 1937, la ville de Munich achète le stade pour la somme de 357 560 Reichsmark, un premier versement de 100 000 Reichsmark doit aider le TSV 1860 (nouveau nom du TV 1860 depuis 1934) à payer ses dettes, le reste du paiement est échelonné jusqu'à juillet 1942. En contre partie le club utilise et entretient le stade comme s'il était toujours propriétaire, mais comme le club avait toujours besoin d'argent, la ville solde le compte en décembre 1938. Le 1er avril 1939, le stade est définitivement propriété de la ville, et le TSV 1860 devient locataire pour 10 000 Reichsmark par an. La ville entreprend quelques travaux, notamment rénove le toit de la tribune opposée. Le stade rouvre ses portes le  19 août 1939 et se renomme Städtischer Sportplatz an der Grünwalder Straße (terrain de sport municipal de la rue de Grünwald).
Lors de l'hiver 1939-1940, le poids de la neige déforme le toit de la tribune principale, la ville renforcera le toit avec des poutres en acier.
En 1941, le stade est renommé Städtische Hanns-Braun-Kampfbahn (arène municipale Hanns Braun) en l'honneur de l'athlète Hanns Braun.

### Destruction par bombardement

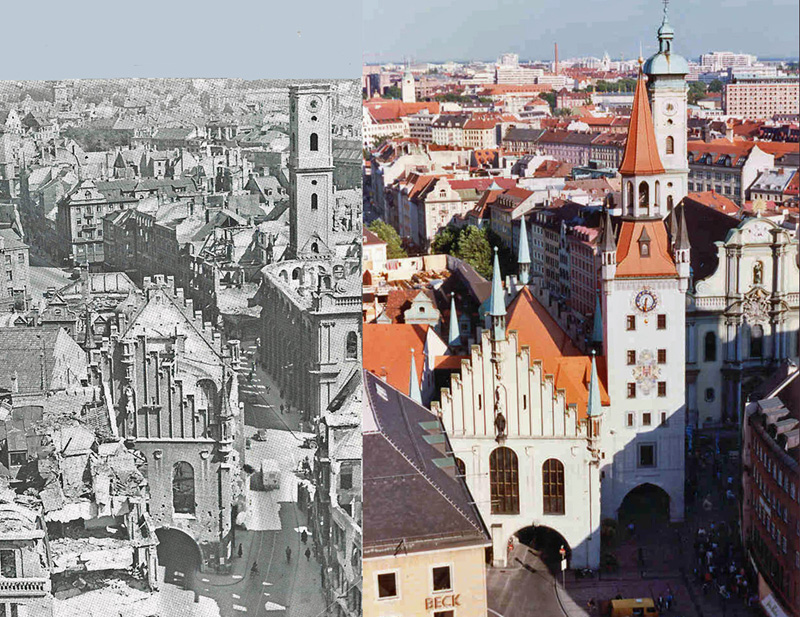
Le centre de Munich, comparaison 1945 et 1989

De avril 1940  à  avril 1945, Munich est bombardé 74 fois par la Royal Air Force et l'USAAF, le 7 septembre 1943 une bombe détruit la moitié de la tribune principale, deux autres bombes détruisent une partie de la tribune opposée. Un autre bombardement le 2 octobre laisse sept cratères sur le terrain et la piste d'athlétisme, l'autre partie de la tribune principale est également détruite. Le toit en bois de la tribune opposée a brulé et seule la partie Est de cette tribune est relativement épargnée. Le TSV 1860, le Bayern Munich et le FC Wacker se sont repliés vers le Dantestadion dès la première attaque, lorsque celui-ci a également été touché les clubs devaient trouver d'autres installations sportives. Jusqu'à la fin de la guerre, les clubs pouvaient ainsi continuer leurs activités,.

### Reconstruction
Le stade qui se renomme Städtisches Stadion an der Grünwalder Straße (stade municipal de la rue de Grünwald) rouvre en août 1945 après les premières réparations, le 26 août 1945, 12 000 personnes assistent sur les parties accessibles au premier derby de Munich d'après guerre, le Bayern gagne 4 à 0 contre le TSV 1860. En novembre, les compétitions reprennent avec la création de l'Oberliga Sud équivalent au premier niveau du football allemand, dès la première saison les trois clubs munichois TSV 1860, Bayern et FC Wacker font partie de cette division. Jusqu'en avril 1946, ne sont réalisés que des travaux d'entretien, le terrain est entouré d'un grillage. Le 10 décembre 1947, les gradins en béton de la tribune opposée sont fermés pour rénovation, trois jours auparavant un nouveau record d'affluence est établi avec 42 000 spectateurs, dans le stade encore partiellement détruit, pour assister à la victoire du Bayern 3 à 2 dans le derby. Par la suite, le stade enregistre des affluences supérieures à 20 000 spectateurs, le record absolu est établi le 14 mars 1948, avec 58 200 spectateurs qui assistèrent au match 1860 Munich contre FC Nuremberg (2-1), bien que la ville n'autorisât que 45 000 places.
Après deux ans de travaux, la nouvelle tribune opposée est disponible à l'été 1949. Les travaux de reconstruction de la tribune principale commencent en octobre 1948 et se terminent en mai 1949.
Lorsque le 26 juin 1949, 57 000 spectateurs assistent dans un stade encore en travaux à la demi-finale du championnat d'Allemagne entre le Borussia Dortmund et le 1.FC Kaiserslautern, des projets pour un nouveau grand stade à Munich dans le quartier Oberwiesenfeld (de) (futur site du stade olympique) voient le jour, mais la priorité est donné à l'agrandissement du Grünwalder Stadion.
Les travaux continuent jusqu'à l'été 1950, avec le bétonnage des alentours du stade, le terrain de football est drainé, la piste d'athlétisme améliorée, derrière les buts à l'Est on pose une installation pour le saut en longueur, et à l'Ouest, une installation pour le lancer du poids. Le terrain de football qui présentait une légère déclivité est nivelé. Après cinq années de travaux le Grünwalder Stadion propose 50 000 places et devient le huitième plus grand stade en Allemagne.
En 1956, l'équipe de basketball du Bayern Munich évolua devant 28 000 spectateurs contre les Italiens de Lancia Bolzano.

### Premiers matchs en nocturne
Le premier match en nocturne se déroule le 7 avril 1955, lors d'une rencontre amicale entre le TSV 1860 et Hajduk Split, sur les toits des tribunes sont placés des projecteurs prêtés par les studios Bavaria Film situés à proximité à Grünwald, plusieurs matchs suivent avec toujours plus de projecteurs, le 6 mars 1957 45 000 spectateurs assistent en nocturne au match de l'équipe d'Allemagne B contre son homologue autrichienne. En octobre 1959, sont installés quatre mâts de 52 mètres de haut avec 37 projecteurs chacun. En 1965, le nombre de projecteurs passe à 60 par mât pour une intensité lumineuse de 350 lux, dans les années 80 ce sont seulement 24 projecteurs par mâts pour une intensité totale de 800 lux.

### Stade destiné au football et rénovation des virages

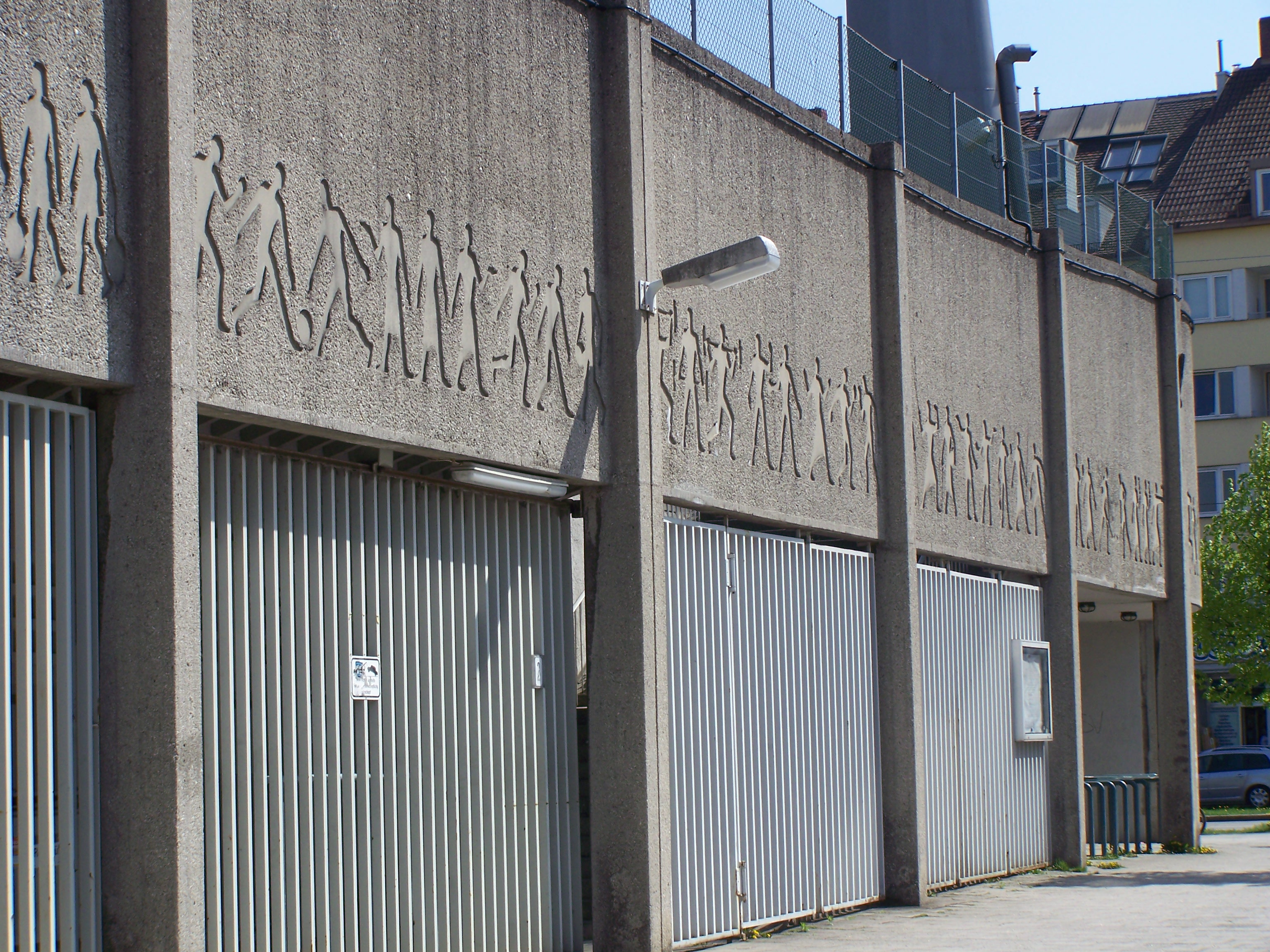
Mur extérieur du virage Est

En 1958, la piste d'athlétisme est supprimée, le stade devient un véritable stade de football, les virages Est et Ouest ont été rénovés. Le virage Est reçoit une tribune en béton avec 12 000 places debout, sur le mur extérieur l'artiste Joachim Berthold (de) sculpte un bas relief représentant des personnes pratiquant du sport.
Le virage Ouest étant près d'un fossé, il fallut consolider la tribune avec des piliers en béton armé, les vingt premiers gradins sont sur une butte en terre, les trente gradins supérieurs sont portés par les piliers en béton. La capacité du virage Ouest passe à 19 000 places debout.
La tribune opposée reçoit deux escaliers extérieurs menant jusqu'en haut, pour faciliter le flux des spectateurs en désengorgeant les accès par le bas.

### Le panneau d'affichage

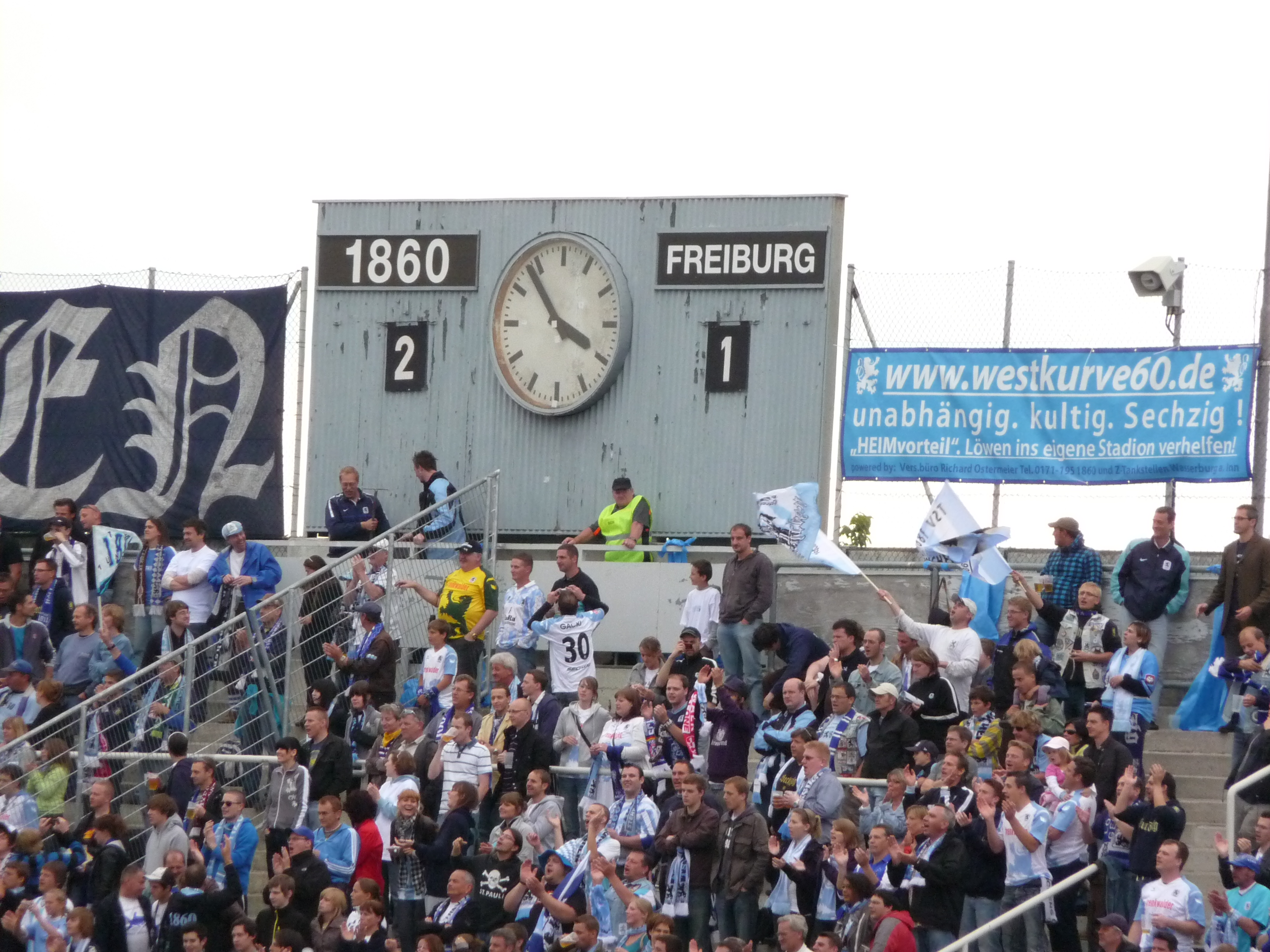
Un objet culte : le panneau d'affichage manuel

En même temps que la rénovation du virage Ouest, un panneau d'affichage est érigé en son milieu, il est toujours utilisé de nos jours. Au milieu du panneau de 6,30 mètres de longueur et 3 mètres de hauteur est installé une horloge. De part et d'autre de l'horloge sont disposés les crochets pour les panneaux des équipes et en dessous pour les panneaux de résultat. Jusqu'à aujourd'hui trois panneaux sont utilisés, avec l'inscription « 1860 », « BAYERN » et « GÄSTE» pour les visiteurs, plus tard le panneau sera changé en « GAST » (pour visiteur). Au début des années 80, pour les rencontres internationales les visiteurs avaient un panneau avec leur nom. Quand le SV Türk Gücü Munich et le SpVgg Unterhaching utilisaient le Grünwalder Stadion, ils avaient également un panneau personnalisé. Depuis avril 2011, un panneau coloré fait son apparition, marqué « TSV 1860 » en blanc sur fond bleu clair et « BAYERN » en blanc sur fond rouge sur l'autre face.

### Les années glorieuses
Après les rénovations des virages Est et Ouest la capacité officielle du stade est de 51 800 places, le 27 mai 1960 on joue à guichet fermé quand Pelé et son équipe du FC Santos viennent battre le TSV 1860 9 à 1. Le 2 novembre 1960, pour voir une rencontre entre une sélection d'Allemagne du Sud et de Hongrie centrale, des spectateurs forcent le passage, on estime que 58 000 personnes assistent à ce match.
En 1963, au démarrage de la Bundesliga, le 1860 Munich fait partie des membres fondateurs  et joue avec une moyenne d'affluence de 32 000 spectateurs. En 1965 avec la montée du Bayern Munich en Bundesliga, deux équipes du plus haut niveau allemand jouent dans le stade, la ville restreint la capacité à 44 300 places pour des raisons de sécurité.
En 1962, on joue pour la première fois pour une coupe d'Europe au Grünwalder Stadion, le Bayern s'étant qualifié pour la Coupe des villes de foires. Jusqu'en 1972, le Bayern jouera dix-neuf fois dans le stade dans une compétition européenne, le TSV 1860 totalisera dix-huit matchs européens, la première fois en 1964, le club ayant remporté la Coupe d'Allemagne auparavant. En 1966, le TSV 1860 devient champion d'Allemagne dans son stade et en 1969 le Bayern Munich y remporte son deuxième titre.

### Discussions sur l'avenir du stade
À la fin des années 1960 il était clair que Munich devait avoir un nouveau grand stade de football, et que le football professionnel quitterait le Grünwalder Stadion. La ville achète en 1964 un ancien terrain militaire au nord du centre ville pour avancer le projet. En 1966, la ville est désignée pour accueillir les Jeux olympiques d'été de 1972 et le projet du Parc olympique de Munich est lancé. Entre-temps des dégradations sont constatées sur les bâtiments du Grünwalder Stadion, mais la priorité est donnée à la construction du stade olympique de Munich.
À l'été 1970, le troisième club de Munich, le FC Wacker est promu en deuxième division, et devient le quatrième club résident du stade lors de la saison 1970-1971, avec les clubs de Bundesliga du FC Bayern et du TSV 1860, ainsi que l'équipe réserve du TSV 1860 également pensionnaire de deuxième division.

### Incendie et reconstruction de la tribune principale
Dans la nuit du 30 janvier 1971, un incendie se déclara dans la tribune principale, certainement d'origine criminelle. Le jour même, la réserve du TSV 1860 ne voulant pas reporter le match contre Viktoria Aschaffenbourg, joue dans le stade. La reconstruction à l'identique de la tribune commence en mars et, en mai, les spectateurs pouvaient de nouveau prendre place sur la tribune qui sera achevée en juillet 1971.

### Départ du Bayern et dégâts de tempête
Avant la dernière journée du championnat d'Allemagne 1971-1972, le Bayern Munich compte un point d'avance sur le deuxième, le FC Schalke 04 et, hasard du calendrier, les deux équipes se rencontrent pour le titre, une véritable finale du championnat, le Bayern obtient une dérogation pour jouer au stade Olympique, les Bavarois qui jouaient toute la saison au Grünwalder Stadion avec une moyenne de 25 000 spectateurs, fêteront leur troisième titre de champion après une victoire 5 à 1 devant 80 000 spectateurs au stade olympique qui deviendra leur nouveau stade à partir de la prochaine saison. Toutefois, pour des raisons organisationnelles, le Bayern reviendra au Grünwalder Stadion pour son premier match à domicile de la saison 1972-1973 contre le Werder Brême, le 20 septembre 1972, et jouera son dernier match dans ce stade, Gerd Müller sera le dernier buteur du Bayern au Grünwalder Stadion.
Le TSV 1860 qui joue en deuxième division depuis 1970, songe également à déménager au stade olympique, mais sa mauvaise entame de saison 1972-1973 reporte la décision. Le 13 novembre 1972, le cyclone Quimburga (en) arrache le toit de la tribune opposée, ce qui oblige le TSV 1860 à rejoindre le stade olympique. En raison de l'augmentation des recettes, le club y restera jusqu'en 1974, il y établira même en 1973 le record d'affluence, avec 90 000 spectateurs, dans un match contre le FC Augsbourg.
Le FC Wacker quitte également le stade, il n'y reviendra que ponctuellement, le plus souvent pour rencontrer une équipe du TSV 1860.

### Déclassement du stade
Après le départ des équipes professionnelles, un projet de construction de logements à la place du stade est rejeté par les habitants de Giesing, en 1973 la ville de Munich veut réserver le stade au sport amateur et scolaire, il sera renommé Bezirkssportanlage an der Grünwalder Straße (Terrain de sport de la rue de Grünwald). La tribune opposée endommagée par le cyclone ne sera pas reconstruite, le toit et la partie supérieure seront démolis. Seuls les premiers gradins sur une butte en terre seront conservés. Devant le virage Ouest, on érige des installations pour le saut en longueur et le saut en hauteur, le terrain peut également servir pour le basketball et le volleyball. Autour du terrain de football est posé une piste d'athlétisme de 380 m à quatre couloirs. La capacité du stade est réduite à 28 614 places dont 5 400 places assises.

### Nouvelle tribune opposée

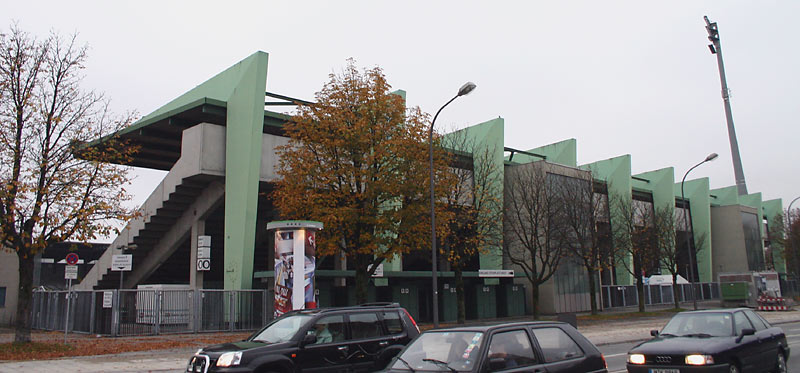
La tribune assise Nord (2004)

En 1974, le TSV 1860 est admis dans la nouvelle 2.Bundesliga et joue dans le groupe Sud la plupart des matchs au stade olympique, en 1975 ce sont les amateurs du Bayern Munich qui jouent au Grünwalder Stadion et, en décembre 1976, la municipalité décide de reconstruire la tribune opposée. Ce sera une tribune avec des places assises et couvertes, pour prévoir un retour du football professionnel car le site est très peu utilisé par les sports de loisirs et les scolaires. La nouvelle tribune s'appellera tribune assise Nord et sera érigée entre printemps 1978 et printemps 1979. Elle propose 4 700 places et sera inaugurée le 27 mars 1979 avec un derby 1860 Munich - Bayern Munich (1-1). En même temps le stade retrouve son nom Städtische Stadion an der Grünwalder Straße  et a une capacité de 31 500 places dont 8 430 places assises.

### Troisième division
Lors des saisons 1977-1978 et 1978-1979 en première division, le TSV 1860 utilise le stade olympique, pour la saison 1980-1981 le club alternera avec le Grünwalder Stadion. Le club sera relégué en fin de saison et commence sa nouvelle saison en deuxième division dans son stade mais, après sept journées, le TSV 1860 retourne au stade olympique, son stade manquant de confort, il y restera jusqu'à la fin de saison. En fin de saison 1981-1982, malgré une quatrième place, le TSV 1860 se voit retirer la licence professionnelle et est rétrogradé en troisième division.
En ligue de Bavière (3e division) le TSV 1860 et son voisin du SpVgg Unterhaching utilisent le Grünwalder Stadion, une de leurs rencontres établira même le record de spectateurs d'un match du troisième niveau allemand avec 28 000 spectateurs. Ce record sera battu en 1984 avec 38 000 spectateurs, le TSV 1860 ayant délocalisé un barrage de montée en deuxième division au stade olympique.
Les années suivantes les matchs du TSV 1860 n'attiraient que quelques milliers de spectateurs, ses adversaires préféraient jouer leur match « à domicile » au Grünwalder Stadion, cela leurs garantissaient une meilleure recette, le TSV 1860 était « visiteur » dans son propre stade. À partir de 1988 le Türk Gücü Munich devient un club résident après sa montée en troisième division, il y restera jusqu'en 1992. Pendant ces quatre années les amateurs du FC Bayern retournent au Dantestadion.
Le 5 novembre 1989, le stade verra de nouveau un match de deuxième division, le SpVgg Unterhaching ayant transféré son match contre le FC Schalke 04 au Grünwalder Stadion.
Le dernier jour de la saison 1989-1990, le TSV 1860 échouera dans un match décisif pour la montée en 2.Bundesliga contre le 1. FC Schweinfurt 05 devant 32 000 spectateurs.

### Retour du football professionnel

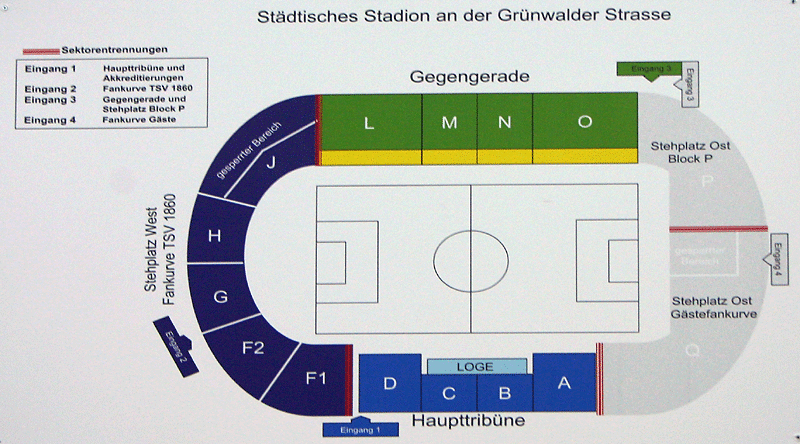
Plan du stade saison 2004/2005

Jusqu'en 1991, l'entretien du stade se limite au strict nécessaire, un secteur de la tribune Ouest est neutralisé à cause de risques d'effondrement. La capacité du stade est limitée à 29 766 places. Après la montée du TSV 1860 en deuxième division, il fallut se conformer aux exigences de la ligue. Le stade est coupé en secteurs délimités par des grilles de 2,20 mètres de haut. Le club demande à la ville une enveloppe pour rénover le stade, mais en 1991 le manager du Bayern Munich, Uli Hoeness, projette la construction d'un nouveau stade de football à Munich, de ce fait la demande du TSV 1860 est rejetée. Tous les autres projets de rénovation du club tombent à l'eau quand il est de nouveau relégué en troisième division. Le TSV 1860 n'y séjournera qu'une saison, avec la remontée de nouveaux projets de rénovation se dessinent, mais ne resteront qu'au stade d'étude. Avec la remontée en Bundesliga 1994-1995, le TSV 1860 retourne au stade olympique, après quatre matchs là-bas et autant de défaites le club revient au Grünwalder Stadion. Dans son stade le TSV 1860 ne perdra que deux rencontres et s'assurera le maintien. Toutefois en mai 1995, lors d'une assemblée générale, le club décide de retourner au stade olympique, le 3 juin 1995 contre le 1. FC Kaiserslautern se dispute au Grünwalder Stadion le dernier match de Bundesliga.
En 1994, avec la création de la Football League of Europe (en) et d'une équipe professionnelle, Munich Thunder (de), le stade aura connu une autre discipline sportive, le football américain, mais l'expérience ne sera pas reconduite l'année suivante.
Après le départ du TSV 1860, ce sont les amateurs du FC Bayern qui investissent le Grünwalder en compagnie des amateurs du TSV 1860, ainsi que les U23 des deux clubs, s'ajouteront également le FC Phönix et occasionnellement le Türk Gücü Munich. L'équipe première ne viendra au stade que pour des rencontres de coupe Intertoto en 1996 et en 2002.
Le TSV 1860 s'associe au FC Bayern pour la construction de l'Allianz Arena qui sera inauguré en 2005. Malgré la descente du club en deuxième division en 2004, il était prévu de jouer dans la nouvelle arène. En attendant, lors du  championnat de deuxième division 2004-2005 le TSV 1860 revient au Grünwalder Stadion pour une saison. À cause des secteurs endommagés la capacité du stade est encore réduite à 21 272 places. Le club jouera quand même six matchs au stade olympique et jouera son dernier match de deuxième division au Grünwalder Stadion le 22 mai 2005, contre le LR Ahlen.

## Le troisième stade de Munich

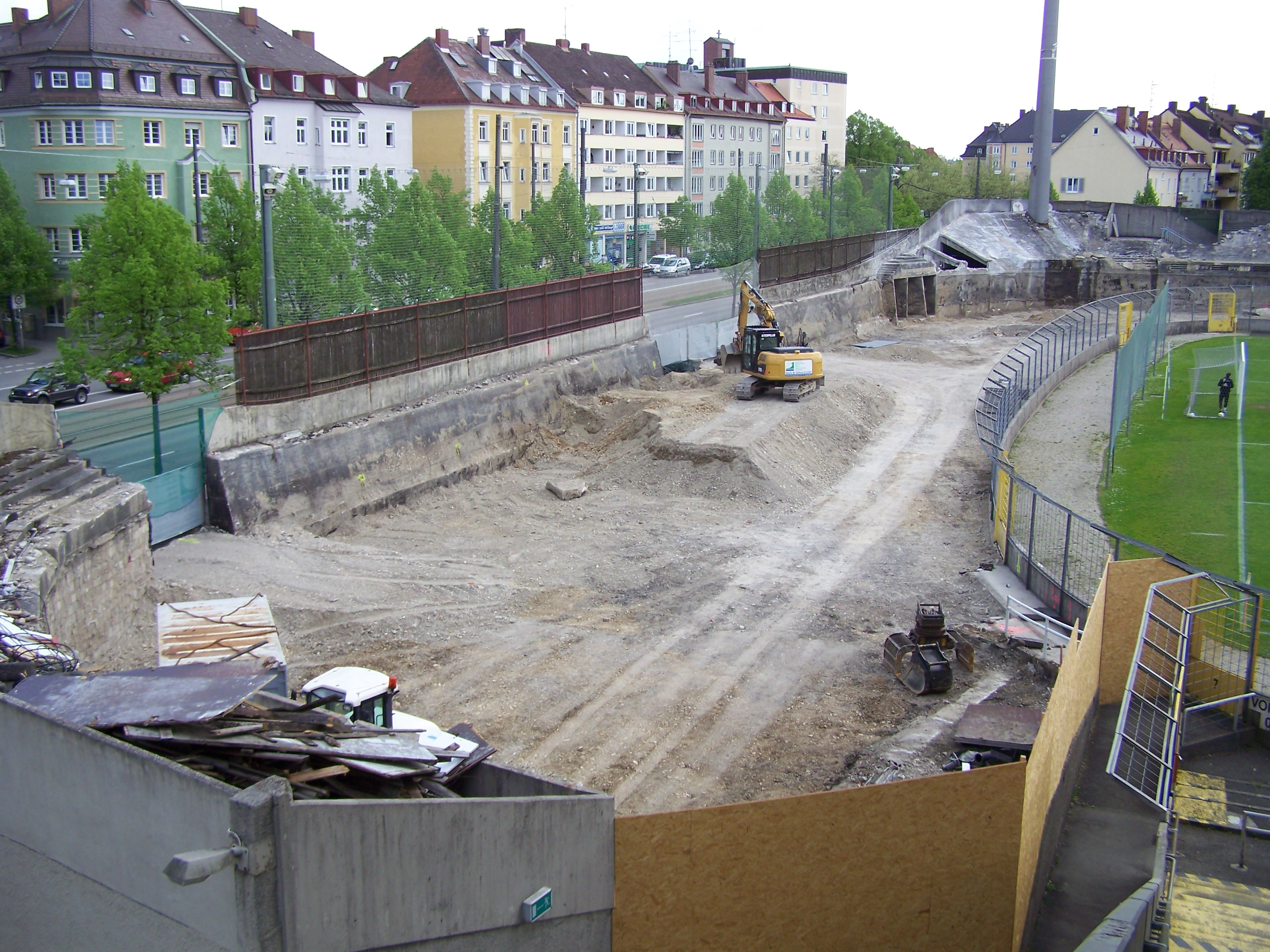
Travaux du virage Est (mai 2012)

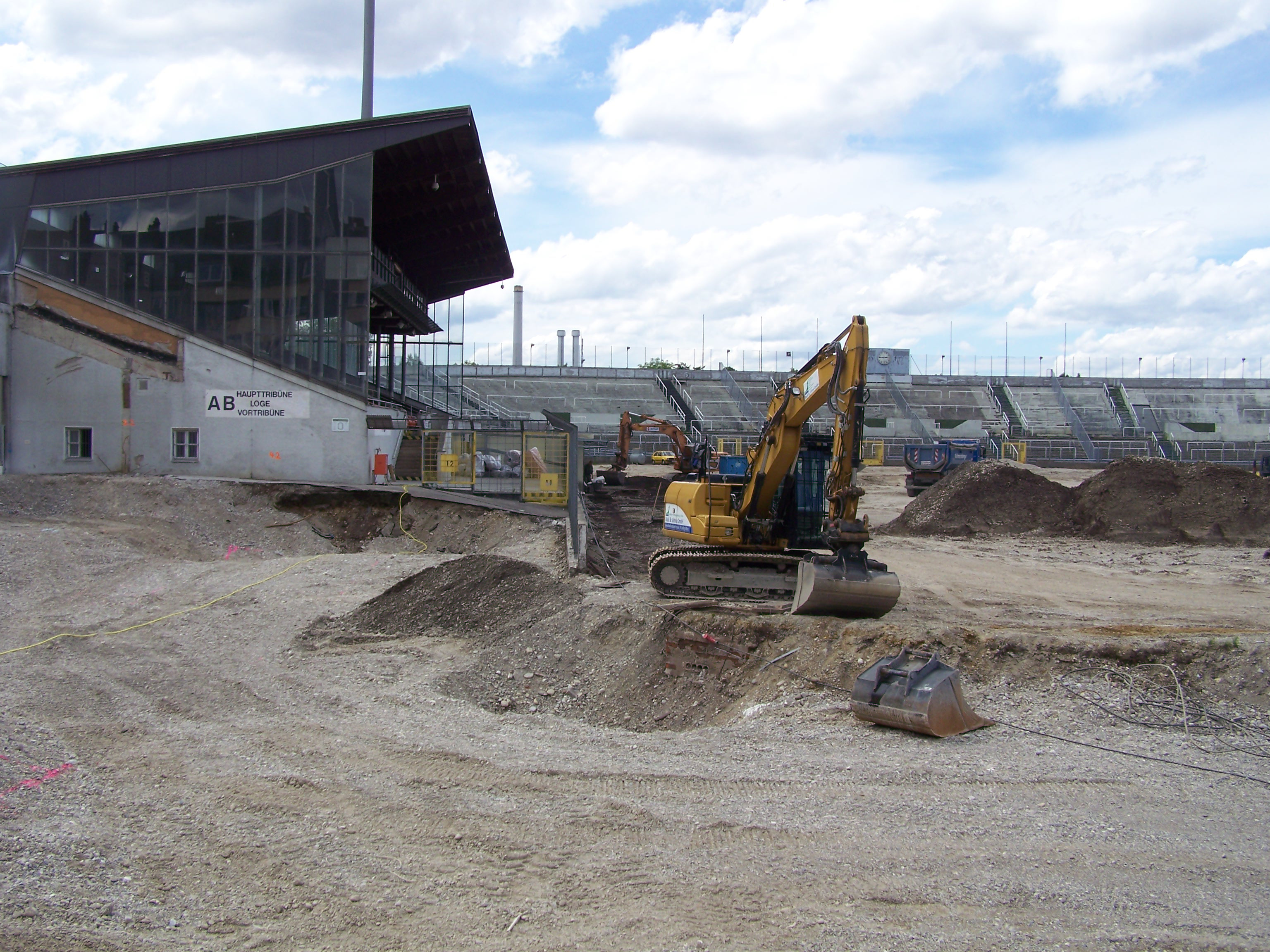
le stade en juillet 2012

Avec la mise en service de l'Allianz Arena en 2005, le Grünwalder n'était plus que le troisième stade à Munich. En 2006, la ville pense à la démolition du stade dont l'entretien devenait trop couteux et n'octroie que le minimum pour entretenir le stade. La date limite d'utilisation du stade était fixée à la fin de la saison 2009-2010. Les équipes réserves du Bayern Munich et du TSV 1860 devaient trouver un autre lieu. En 2008, l'équipe réserve du Bayern Munich accède à la 3.Liga, le troisième niveau allemand, la ville est obligée d'investir pour rendre le site conforme aux exigences de la ligue, la capacité passe à 10 240 places dont  5 740 places assises.
Les supporteurs du 1860 Munich, les habitants du quartier et des groupes de soutien demandent la poursuite de l'activité du stade. Plusieurs initiatives populaires sont lancées et finalement, en décembre 2009, la ville débloque 10,28 millions d'euros pour une rénovation complète du stade. Les deux équipes réserves des deux grands clubs munichois sont rejoints par l'équipe féminine du Bayern Munich dans le stade prévu pour 12 500 spectateurs. Les travaux débutent pendant l'été 2010, et une bombe de la Seconde Guerre mondiale fut trouvée sous la surface de réparation devant le virage Est,. Le 24 juillet 2013, se dispute le premier match de football dans le Grünwalder Stadion rénové.
En 2017, le TSV 1860 est relégué en troisième division mais, à cause des difficultés financières, le club est rétrogradé en quatrième division pour la saison 2017-2018, ce qui entraîne le retour du club au Grünwalder Stadion, et un changement de projet pour augmenter la capacité du stade à 15 000 places. Avec l'arrivée du Türkgücü Munich en 2020, l'équipe féminine du Bayern Munich quitte le stade pour rejoindre le FC Bayern Campus.
Lors de la saison 2020-2021 de troisième division, trois clubs utilisent le stade, le TSV 1860, la réserve du Bayern et le Türkgücü Munich.
En mars 2022, en plein championnat, le Türkgücü Munich se retire de la compétition pour raisons financières. Le club demande son déclassement en quatrième division, il obtient le soutien de la ville pour continuer à jouer au Grünwalder Stadion

### Projets d'avenir
Avec le retour du TSV 1860 dans son stade d'origine, de nouveaux projets sont établis pour l'avenir, pour rendre le stade conforme aux exigences de la deuxième division allemande. Une étude prévoit une extension de la capacité à 18 060 places, avec des places entièrement couvertes, mais comme la ville de Munich prévoit la rénovation du stade olympique, les travaux du Grünwalder Stadion ne pourraient débuter qu'après la fin des travaux du stade olympique, en 2026. Le 1860 Munich aurait voulu un projet plus ambitieux, car l'objectif du club est de revenir un jour en Bundesliga, et d'avoir un stade avec minimum 25 000 places.

## Le stade au cinéma
En 1950, le film Theodore the Goalkeeper (en) (en allemand, Der Theodor im Fußballtor) de Emerich Walter Emo est tourné aux studios de Bavaria Film situés à proximité à Grünwald, les scènes extérieures sont filmées au Grünwalder Stadion avec les joueurs du TSV 1860 comme figurants. Les scènes de football du film Match de football pour philosophes des Monty Python sont tournées au stade, bien que l'action se situe au stade olympique. Plusieurs films allemands comme Zwei Nasen tanken Super (de), Zum Sterben schön et Wichtig ist auf'm Platz sont tournés dans le stade. Le Grünwalder Stadion sert également de décor dans plusieurs téléfilms et des spots publicitaires pour Sport1 et Sky Deutschland.

## Situation et accès

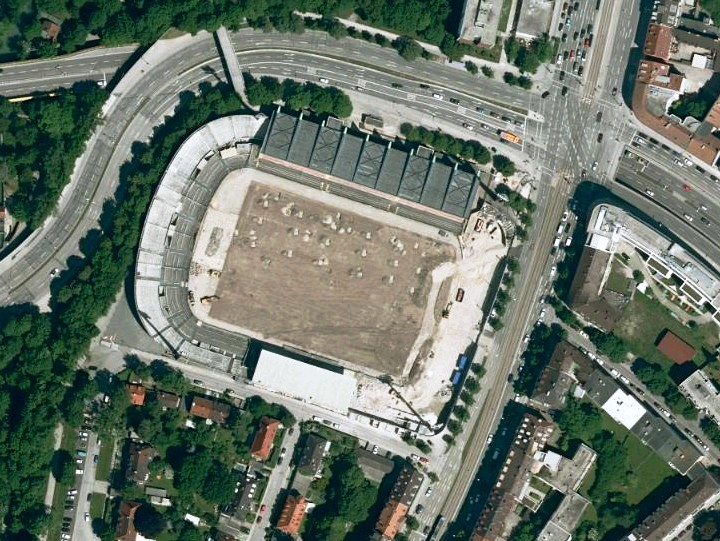
vue aérienne du stade

Le stade se situe à 3 km au Sud du centre de Munich, dans le quartier de Untergiesing à la limite de Obergiesing. Il est bordé au Nord par le boulevard circulaire  Mittlerer Ring, à l'Ouest d'un fossé qui était un ancien lit de l'Isar, la rivière qui traverse Munich. À l'Est se trouve la Grünwalder Strasse, qui donne son nom au stade, elle commence au niveau du stade et rejoint la localité de Grünwald vers le Sud en passant devant les terrains d'entraînement du 1860 Munich. Au Sud, commence un quartier résidentiel.
Le stade est situé en ville et ne propose aucun parking proche, dans les années 60, les sociétés Osram et Agfa ouvraient leur parking d'entreprise les jours de match, mais cela ne couvrait pas le besoin en places de stationnement. Par contre le stade est très bien desservi par le tramway de Munich, les lignes 15 et 25 s'arrêtent devant le stade. Deux lignes du métro de Munich (U1 et U2) sont à quelques minutes à pied et deux lignes de bus s'arrêtent également à proximité.

## Événements

### Utilisation du stade
La liste comprend toutes les équipes ayant joué au moins une saison au Grünwalder Stadion, certaines utilisaient d'autres installations en même temps, comme lors de la fermeture du stade de 1916 à 1917, de 1943 à 1945 ou de 2012 à 2013. En italique, les clubs jouant actuellement au Grünwalder Stadion.
- 1860 Munich : de 1911 à 1972, de 1973 à 1995 en alternance avec le stade olympique de Munich, la saison 2004-2005 puis depuis 2017.
- Bayern Munich : de 1922 à 1925 quelques matchs, puis régulièrement de 1925 à 1972.
- FC Wacker Munich : de 1925 à 1943, 1947–1948, 1970, 1972–1973, puis 7 matchs jusqu'en 1986.
- SpVgg Unterhaching : 1982-1983, et huit matchs jusqu'en 1990.
- Türk Gücü Munich : 1988 à 1992, puis quelques matchs jusqu'en 2002.
- Bayern Munich réserve : depuis 1975, de 1988 à 1994 occasionnellement
- 1860 Munich amateur : de 1995 à 2017
- Bayern Munich U23: de 1996 à 2011 (excepté la saison 2004-2005), puis quelques matchs d'UEFA Youth League
- 1860 Munich U23 : de 1996 à 2017 (excepté la saison 2004-2005)
- Bayern Munich féminines : plusieurs matchs de championnat de 1979 à 1983 puis de 2013 à 2019.
- Türkgücü Munich : depuis 2020 (en alternance avec le stade olympique)
- L'équipe de football américain, Munich Thunder, utilise le stade en 1994.

### Événements sportifs
Liste d'évènements historiques et sportifs au Grünwalder Stadion.
- 23 avril 1911 : premier match de football, 1860 Munich contre MTV Munich 1879, score final 4 à 0.
- 21 mai 1911 : inauguration officielle du stade avec une rencontre d'athlétisme entre Munich et Berlin.
- 18 février 1912 : premier derby de Munich, 1860 Munich - Bayern Munich (0 - 1).
- 10 octobre 1926 : Réouverture du stade après rénovation avec un match 1860 Munich contre VfR Fürth (2 - 4).
- 12 décembre 1926 : premier match international, Allemagne - Suisse (2 - 3).
- 14 mars 1948 : record d'affluence, match Munich 1860 contre Nuremberg (2 - 1) devant 58 200 spectateurs.
- 7 avril 1955 : premier match nocturne, 1860 Munich contre Hajduk Split (1 - 2) en amical.
- 14 août 1965 : premier derby de Munich en Bundesliga, 1860 Munich - Bayern Munich (1 - 0).
- 27 mars 1979 : inauguration de la nouvelle tribune opposée, 1860 Munich - Bayern Munich (1 - 1).
- saison 2013-2014 : les deux derbies 1860 Munich réserve contre Bayern Munich réserve, en quatrième division allemande, se jouent à guichet fermé (12 500 spectateurs)
- saison 2014-2015 : les deux derbies 1860 Munich réserve contre Bayern Munich réserve, en quatrième division allemande, se jouent à guichet fermé (12 500 spectateurs), les matchs sont retransmis à la télévision en direct.

### Changements de nom
Noms officiels du stade et année de renommage :
| Noms officiels du stade | Noms officiels du stade                                                            |
| ----------------------- | ---------------------------------------------------------------------------------- |
| 1911                    | Sportplatz des Turnvereins München von 1860 an der Grünwalder Straße 10            |
| 1919                    | Sportplatz des Turn- und Sportvereins München von 1860 an der Grünwalder Straße 10 |
| 1924                    | Sportplatz des Sportvereins München von 1860 an der Grünwalder Straße 10           |
| 1926                    | Stadion des Sportvereins München von 1860 an der Grünwalder Straße 10              |
| 1927                    | 1860-Heinrich-Zisch-Stadion                                                        |
| 1939                    | Städtischer Sportplatz an der Grünwalder Straße 10                                 |
| 1941                    | Städtische Hanns-Braun-Kampfbahn                                                   |
| 1945                    | Städtisches Stadion an der Grünwalder Straße 10                                    |
| 1953                    | Städtisches Stadion an der Grünwalder Straße 4                                     |
| 1975                    | Städtische Bezirkssportanlage an der Grünwalder Straße 4                           |
| 1979                    | Städtisches Stadion an der Grünwalder Straße 4                                     |

## Galerie

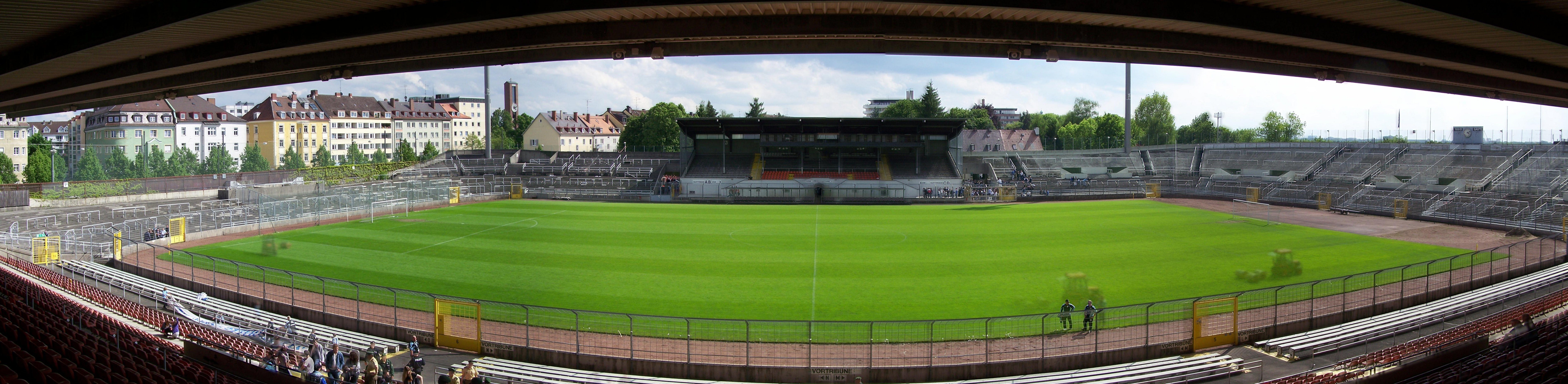
Vue intérieure du stade en 2010, prise de la tribune opposée.

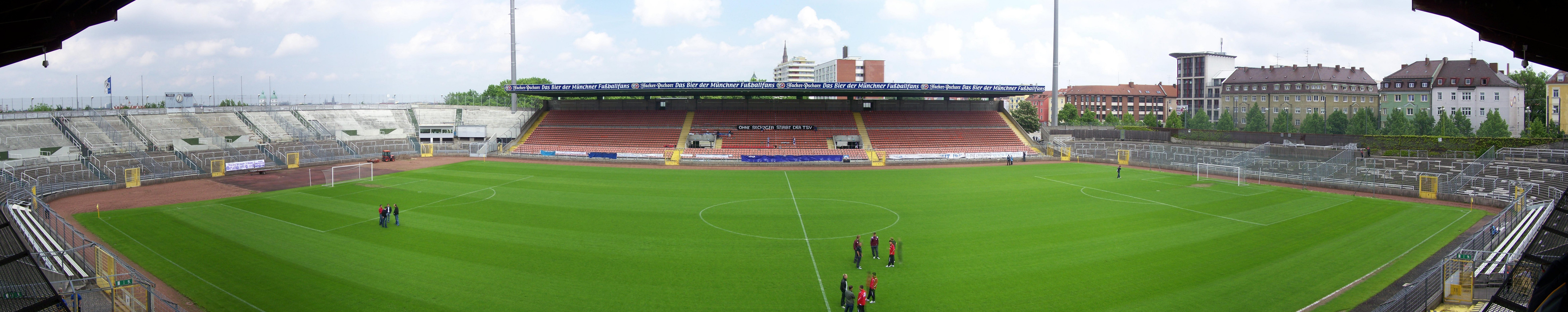
Vue intérieure du stade en 2010, prise de la tribune principale.

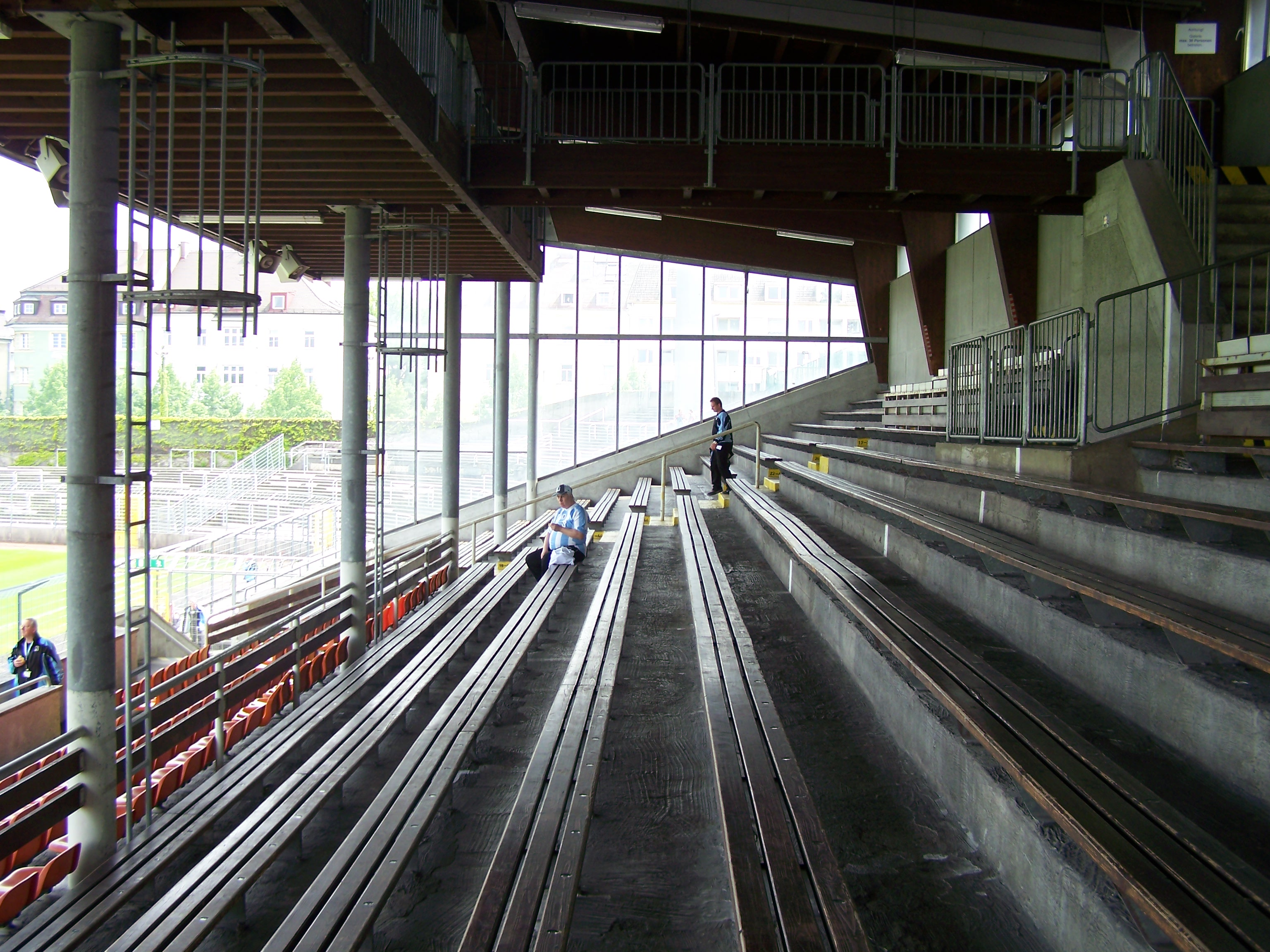
Tribune principale.
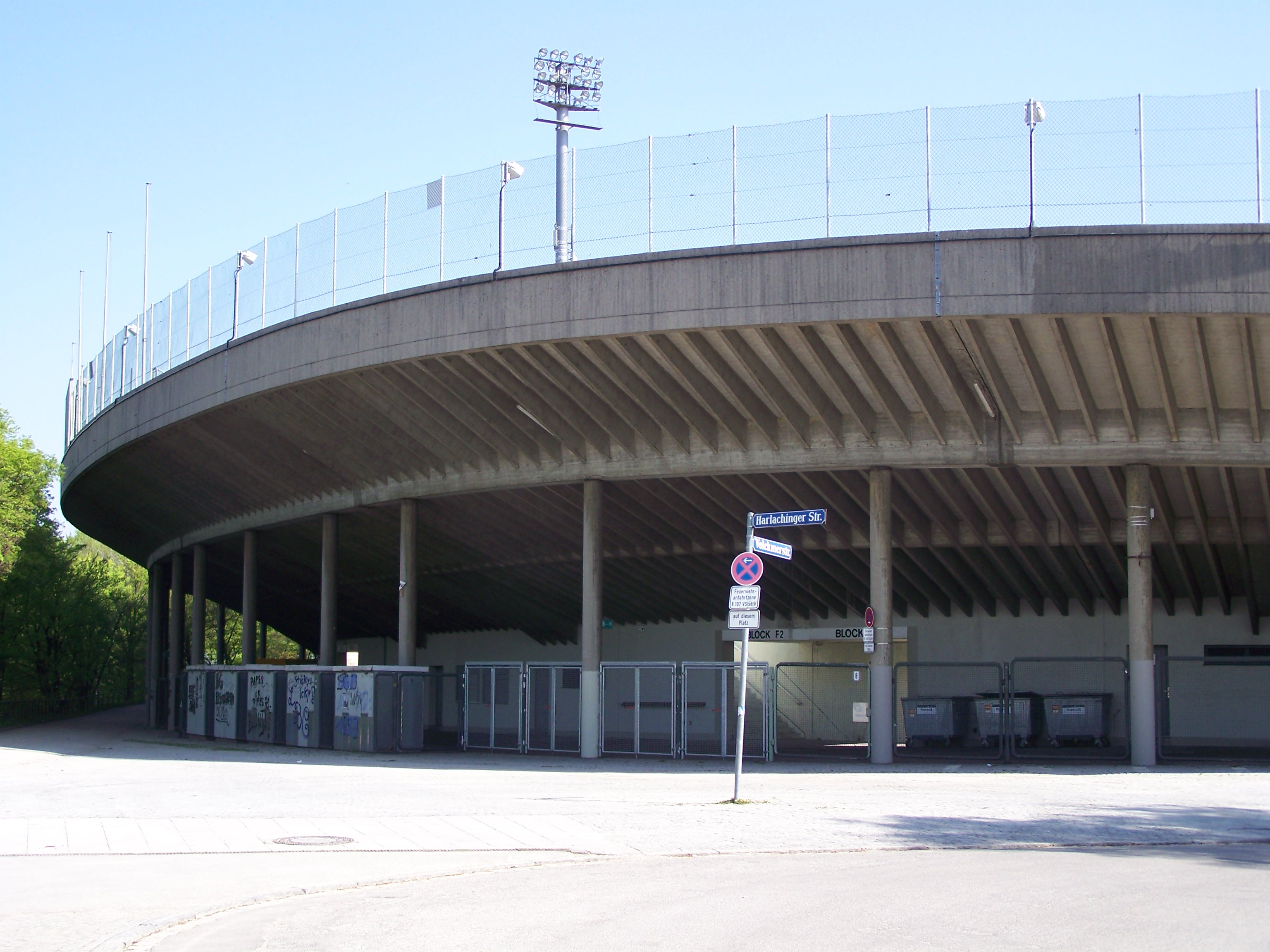
Virage Ouest.
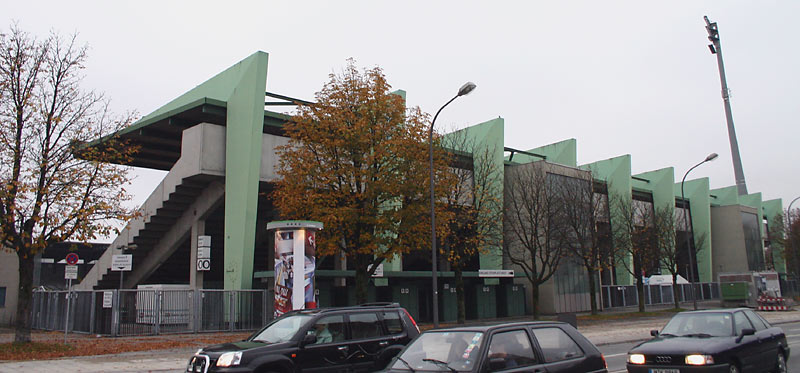
Tribune opposée.
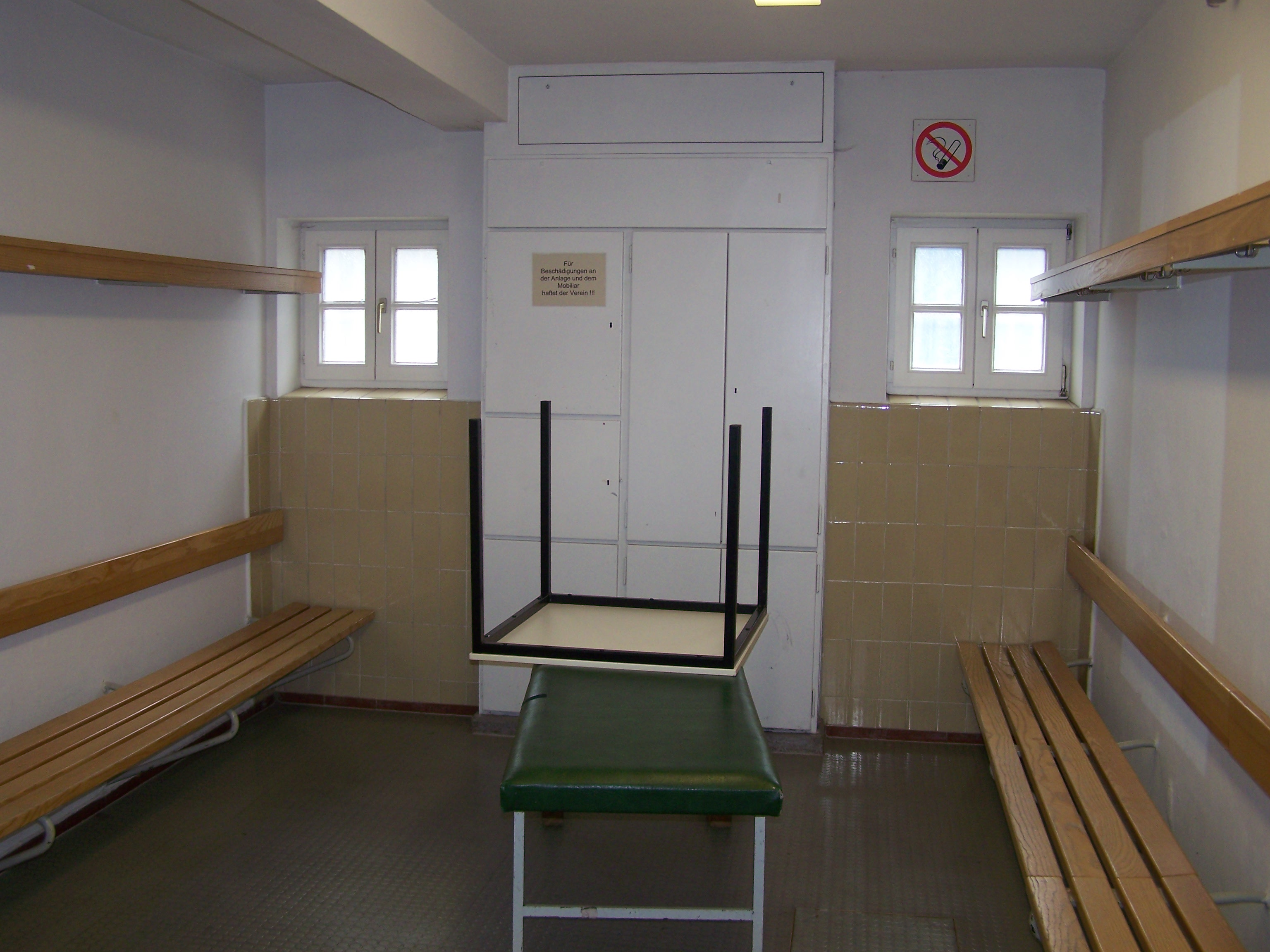
Vestiaire visiteurs.
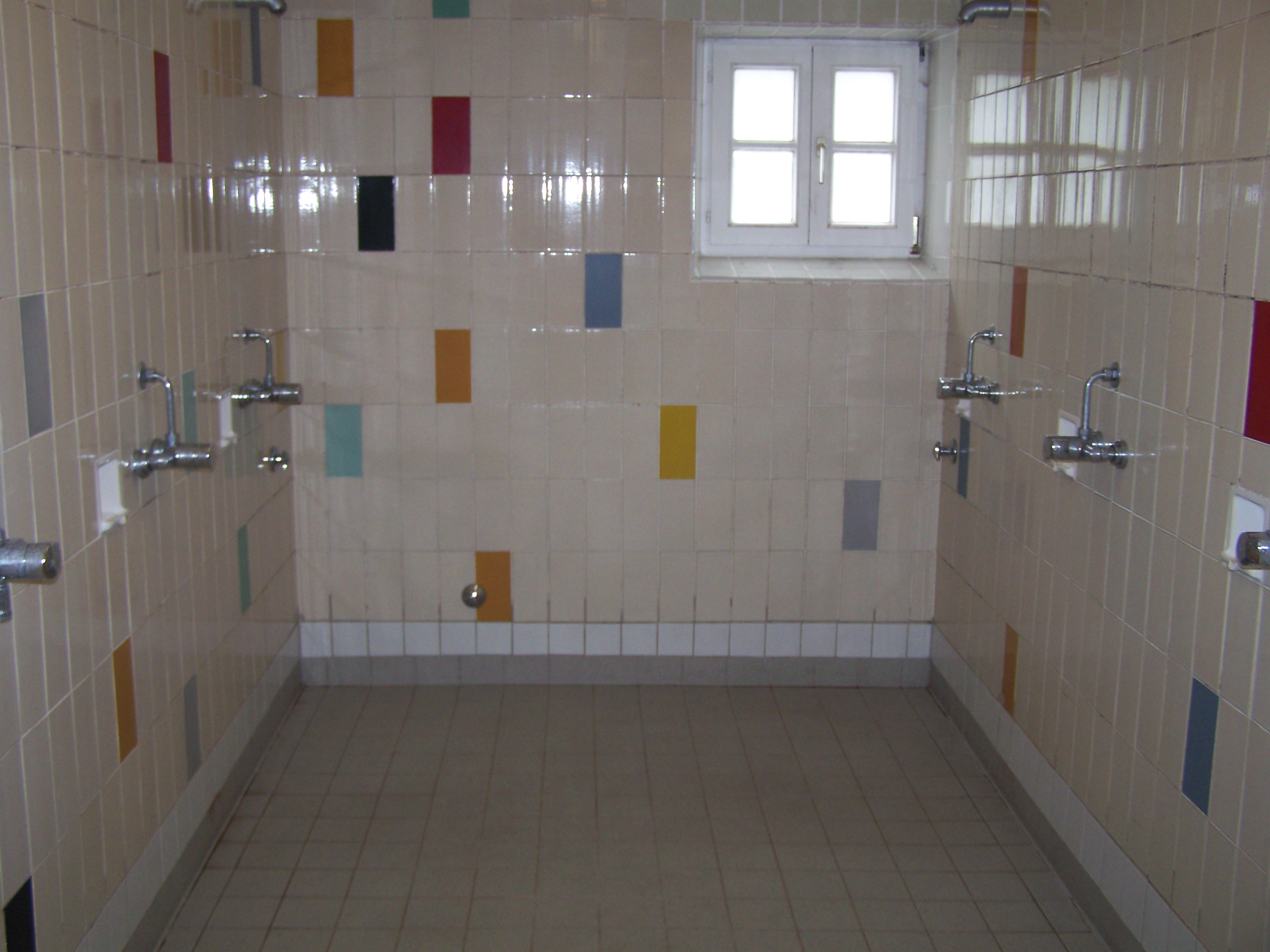
Douche visiteurs.